# ایزابلا ابوت
ایزابلا آئونا ابوت (۲۰ ژوئن ۱۹۱۹–۲۸ اکتبر ۲۰۱۰) مدرس، روانشناس و اتنوبوتانیست اهل هاوایی بود. او اولین زن بومی هاوایی بود که موفق به اخذ مدرک دکترای علوم شد، وی به عنوان متخصص برجسته جلبکهای اقیانوس آرام شناخته شد.

## زندگی
ابوت با نام کامل ایزابللا کائوکه یو یونگ آئونا در هانا، مائوئی، قلمرو هاوایی، در ۲۰ ژوئن سال ۱۹۱۹ به دنیا آمد. نام او در زبان هاوایی به معنای «باران سفید هانا» است و به «ایزی» معروف شده بود. پدرش از نظر قومی چینی بود در حالی که مادرش از بومیان هاوایی بود. مادرش در مورد جلبک دریایی خوراکی هاوایی و ارزش و تنوع گیاهان بومی هاوایی به او آموخت. ابوت تنها دختر و دومین جوان در خانواده ای با هشت خواهر و برادر بود.

## تحصیلات
او در هونولولو در نزدیکی واکیکی بزرگ شد و در سال ۱۹۳۷ از مدارس کامامهه فارغ‌التحصیل شد. وی دوره کارشناسی خود را در رشته گیاهشناسی در دانشگاه هاوایی در مانوا در سال ۱۹۴۱ دریافت کرد، درجه کارشناسی ارشد گیاه‌شناسی را از دانشگاه میشیگان در سال ۱۹۴۲ و دکترای گیاه‌شناسی را از دانشگاه کالیفرنیا، برکلی در سال ۱۹۵۰ دریافت کرد.